# Seznam francoskih sociologov
Seznam francoskih sociologov (in politologov)

## A
- Sabah Abouessalam
- Louis Althusser
- Samir Amin (1931-2018) egiptovsko-francoski politolog, ekonomist, analitik svetovnih sistemov
- Tony Andréani (politolog)
- Raymond Aron (1905-1983)

## B
- Gaston Bachelard
- Bertrand Badie (mednarodni odnosi)
- Roland Barthes?
- Jean Baudrillard
- Jean-Léon Beauvois (soc. psiholog)
- Jacques Berque
- Philippe Bezes
- Alain Bihr
- Pierre Birnbaum
- Jean Blondel (komparativni politolog)
- Luc Boltanski
- Raymond Boudon (1934-2013)
- Pierre Bourdieu
- Émile Boutmy (1835-1906) (politolog in sociolog)
- Alban Bouvier
- Philippe Braud
- Jean-Marie Brohm

## C
- Agnès Callamard (politologinja, aktivistka za člov. pravice)
- Michel Callon
- Robert Castel (1933-2013)
- Roland Cayrol (politolog)
- Jean Cazeneuve
- Annie Cohen-Solal
- Jacques Commaille
- Auguste Comte
- Antoine Nicolas Condorcet
- Georges Cornil (pravni)
- Michel Crozier
- Charles-Henry Cuin

## D
- Christine Delphy
- Didier Demazière
- Olivier Duhamel (politolog)
- Eugéne Dupréel (pravni)
- Émile Durkheim
- Maurice Duverger (politolog)

## E
- Jacques Ellul
- Didier Eribon
- Roger Establet

## F
- Éric Fassin
- Alain Faure (politolog)
- Jacqueline Feldman
- Charles Fourier
- Julien Freund
- Georges Friedmann

## G
- Marcel Gauchet
- Ernest Gellner
- René Girard
- Thierry Godefroy?
- Lucien Goldmann
- Marcel Granet
- André Gorz [aka Michel Bosquet] (avstrijsko-francoski)
- Daniel Guérin ?
- Georges Gurvitch (1894–1965) (rusko-francoski)

## H
- Maurice Halbwachs
- Pierre Hassner
- Guy Hermet
- Robert Hertz
- Stanley Hoffmann (1928-2015) (politolog?)
- Henri Hubert
- Paul Huvelin

## J
- Robert-Vincent Joule (soc. psiholog)
- Alain Joxe

## K
- Julia Kristeva

## L
- Jean-François Laé
- Eric Landowski
- Pierre Lascoumes
- Bruno Latour
- Gustave Le Bon
- Henri Lefebvre
- Rémi Lenoir
- Claude Lévi-Strauss
- Henri Lévy-Bruhl
- Frédéric Lordon
- Michael Löwy (brazilsko-franc.)

## M
- Michel Maffesoli
- Jean Maisonneuve (1918-2017)
- Marcel Mauss
- Henri Mendras
- Yves Mény (politolog)
- Delphine Mercier
- Dominique Moïsi (politolog, geopolitik...)
- Abraham Mol`es
- Edgar Morin
- Serge Moscovici
- Anne Muxel

## N
- Pierre Naville

## P
- Martyne Perrot
- Patrice Pinell ?
- Louis Pinto
- Évelyne Pisier (politologinja)
- Pierre Guillaume Frederic le Play

## R
- François Alexandre Frédéric de La Rochefoucauld-Liancourt
- Alain Rouquié
- Jacques Rupnik (politolog)

## S
- Comte de Saint-Simon, Claude Henri de Rouvroy
- Gisèle Sapiro
- Franz Schultheis (nem.-fr.)
- Emmanuel-Joseph Sieyès
- François Simiand

## T
- Gabriel Tarde
- Emmanuel Terray
- Serge Thion
- Alexis de Tocqueville
- Tzvetan Todorov (1939-2017)
- Alain Touraine (1925-2023)
- Jean-Yves Trépos

## V
- Alexandre del Valle (politolog...)
- Françoise Vergès (feministična postkolonialna politologinja)

## W
- Jean-Paul Willaime
- Loïc Wacquant